# شینهان بانک

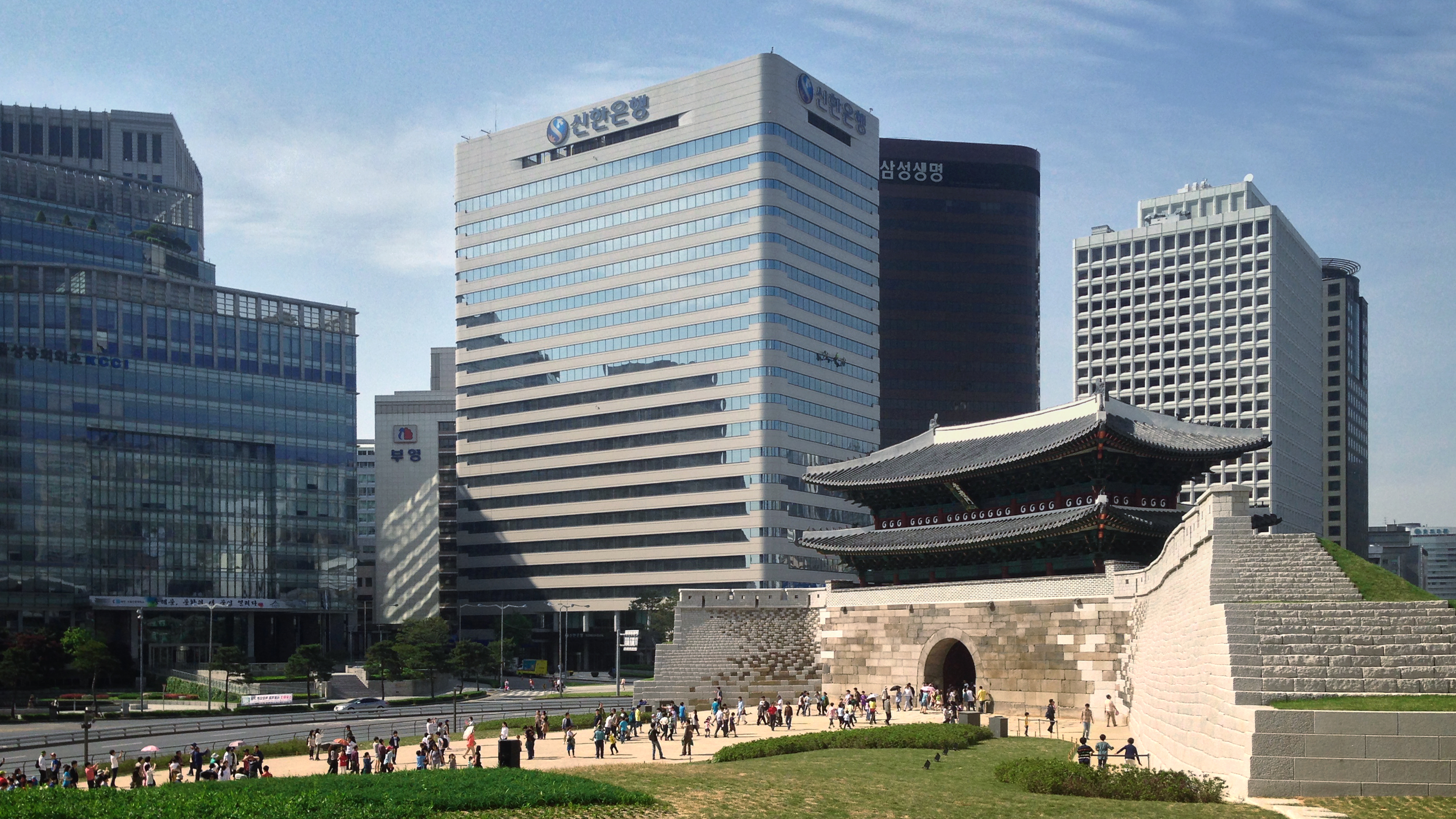
شعبه مرکزی شینهان بانک در سئول

شینهان بانک (به انگلیسی: Shinhan Bank) شرکت خدمات مالی و بانکداری کره‌ای است، که به‌عنوان نخستین بانک ثبت شده در کشور کره شناخته می‌شود.
شینهان بانک در سال ۱۸۹۷ تأسیس شد و در حال حاضر مالک شبکه‌ای از ۱٫۰۲۶ شعبه بانک می‌باشد. شعبه مرکزی این بانک در شهر سئول، کره جنوبی قرار دارد و بخشی از سهام آن در بازارهای بورس نیویورک و بورس کره معامله می‌شود.